# Craig Butler
Craig Butler (* 30. April 1974 in Bradford, Vereinigtes Königreich) ist ein englischer Snookerspieler. Er gewann die EBSA-Snookereuropameisterschaft 2000 mit einem 7:3-Sieg über Björn Haneveer.

## Karriere
Butler wurde über die UK Tour 1999/2000 zur Saison 2000/2001 Snookerprofi, nachdem er 2000 das Finale der EBSA-Snookereuropameisterschaft 2000 erreichte und dort Björn Haneveer besiegte. Gleich in seiner ersten Saison erreichte er die Runde der Letzten 32 beim Qualifikationsturnier für das Masters 2001. Außerdem erreichte er die Runde der letzten 64 bei den Scottish Open und bei der Snookerweltmeisterschaft 2001. Bei Letzterer besiegte er Ryan Day, Karl Broughton und Lee Walker, bevor er mit 7:10 gegen Björn Haneveer verlor.
Auch in der nächsten Saison erreichte er einmal die Runde der letzten 32. Durch Siege über Noppadon Noppachorn, Neal Foulds, Rod Lawler, Gary Wilkinson, Chris Small und Joe Grech erreichte er die Runde der Letzten 32 bei den European Open 2001, wo er mit 0:5 gegen Alan McManus verlor.
In der nächsten Saison erreichte er einmal die Runde der letzten 64, was bei den Welsh Open 2003 passierte. Bei der Snookerweltmeisterschaft 2003 konnte Butler u. a. Ricky Walden besiegen, bevor er im Decider gegen Andy Hicks in der Runde der letzten 80 ausschied.
In der Snooker-Saison 2004/05 erreichte er seine durch seine vorangegangenen Ergebnisse seinen höchsten Platz auf der Snookerweltrangliste. Dennoch brachen Butlers Leistungen ein, insgesamt gewann er während der Saison nur 2 Spiele.
Nachdem er bei den China Open 2005 eine herbe Niederlage einstecken musste, nahm er nicht an der Snookerweltmeisterschaft 2005 teil. Butler rutschte auf Platz 82 der Weltrangliste ab und fiel so aus Snooker Main Tour.